# Bierkowo
Bierkowo (Duits: Birkow) is een plaats in het Poolse district  Słupski, woiwodschap Pommeren. De plaats maakt deel uit van de gemeente Słupsk en telt 921 inwoners.